# Coelioxys aurolimbata
Coelioxys aurolimbata là một loài ong trong họ Megachilidae. Loài này được Förster miêu tả khoa học đầu tiên năm 1853.